# Liburna

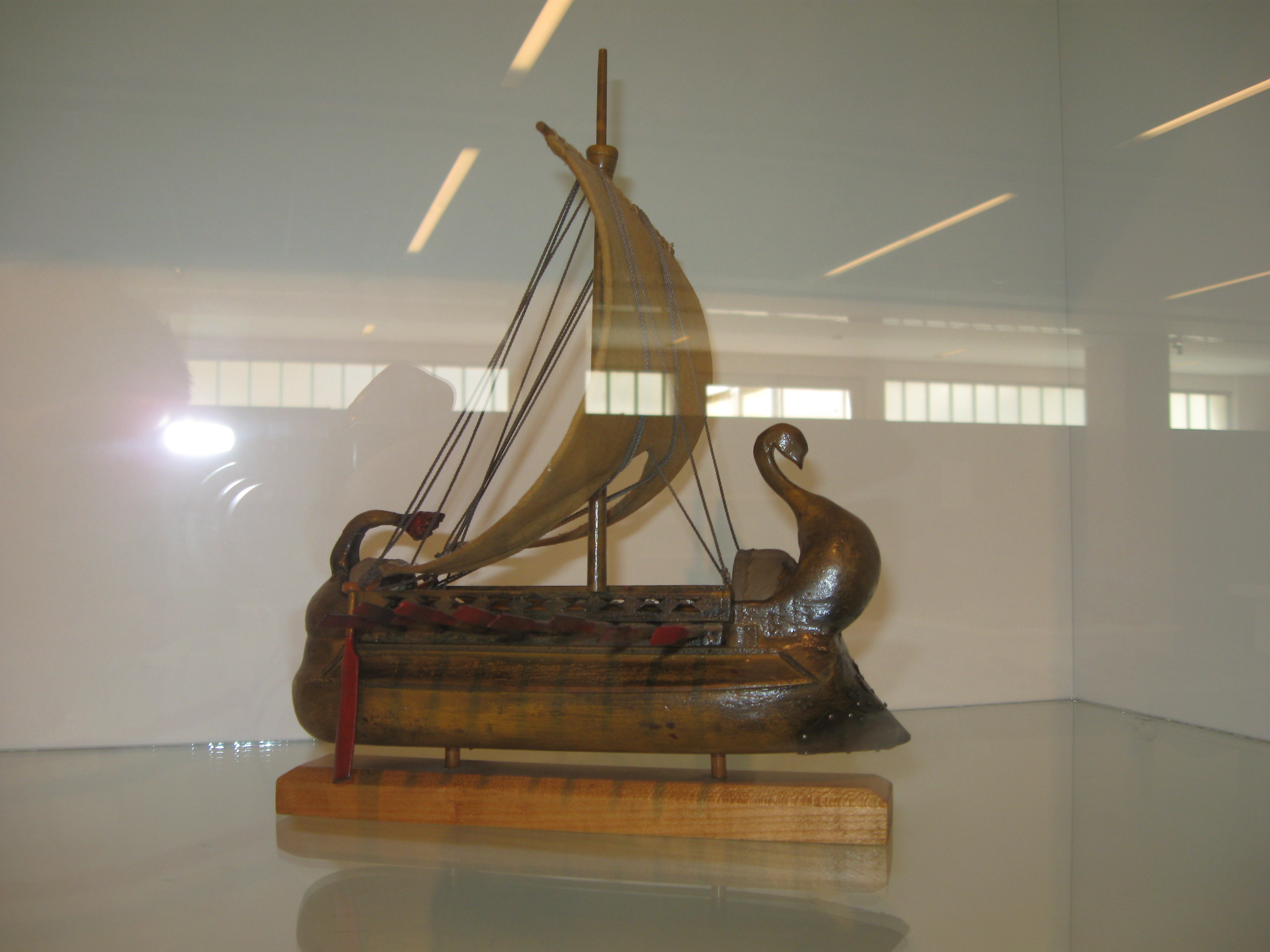
Model liburny v Archeologickém muzeu v Zadru (Chorvatsko)

Liburna byl typ lodi používaný především loďstvem starověké Římské říše. Do výzbroje ji zavedl Octavianus během válek s Markem Antoniem. Nebyla to však originální konstrukce. Jednalo se o kopii plavidel používaných národem Liburnů jako pirátská loď (v Řecku známá jako libyrnidas).
Proti starší trirémě byla liburna výrazně menší a měla jen jednu řadu vesel. Veslaři však byli dobře kryti nástavbou. Samotná loď byla rychlejší a obratnější než ostatní tehdejší válečné lodě. Hlavní novinkou proti dřívějším lodím bylo oplachtění. Namísto dříve užívané obdélníkové neboli příčné plachty měla liburna plachtu ve tvaru trojúhelníka, později známou jako latinská plachta. Ta na rozdíl od předchozího oplachtění umožňovala využít i vítr vanoucí jiným směrem, než kterým loď plula. 
Loď byla ozbrojena klounem a válečnými stroji.
Přední i zadní vaz lodi byly prodlouženy o několik metrů do ozdobného zakončení. Vpředu obvykle do tvaru ptačí hlavy, vzadu květu.